# Tropiduchus obiensis
Tropiduchus obiensis är en insektsart som beskrevs av Melichar 1914. Tropiduchus obiensis ingår i släktet Tropiduchus och familjen Tropiduchidae. Inga underarter finns listade i Catalogue of Life.